# Université d'Auburn

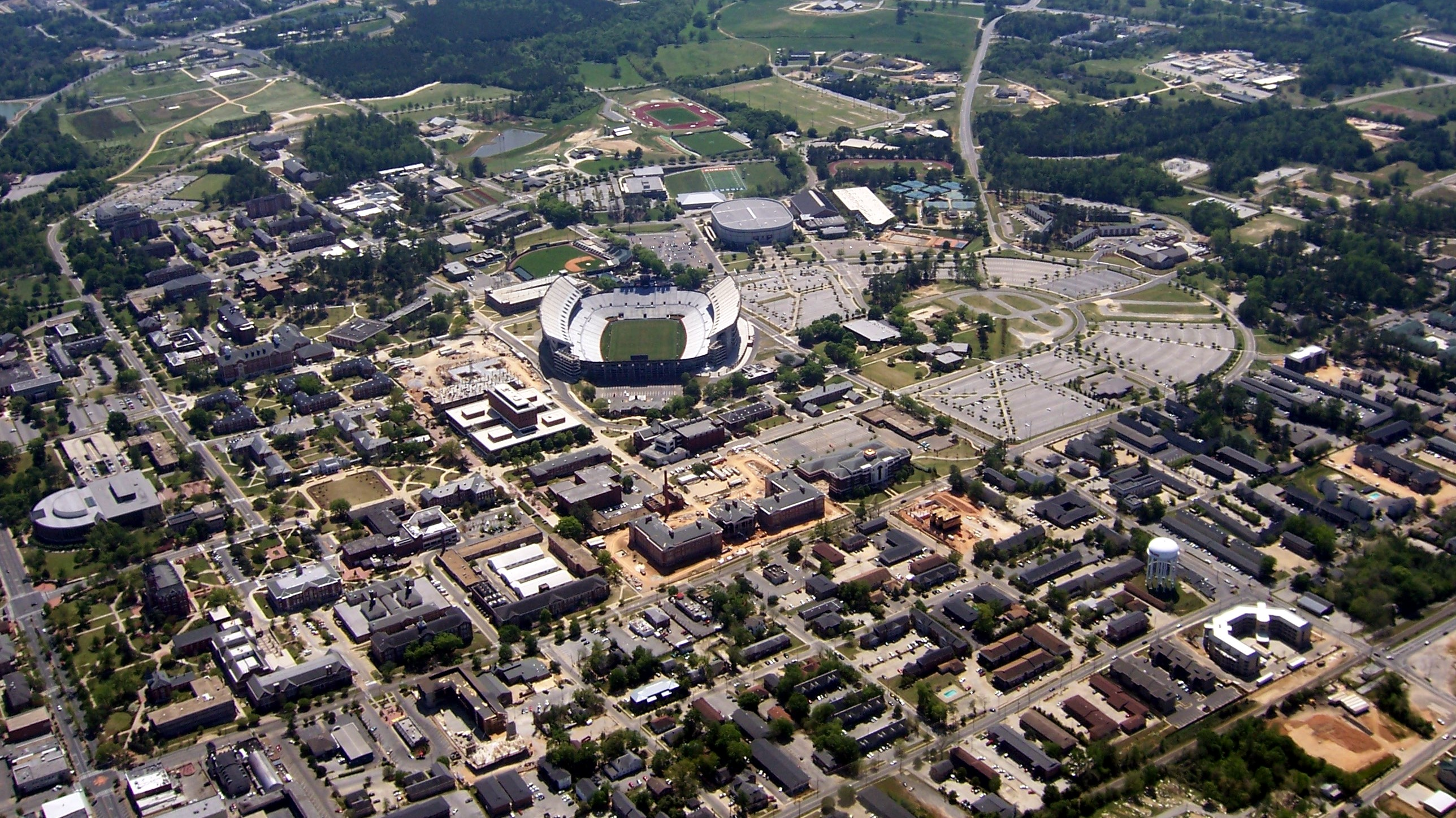
Vue du campus.

L’université d’Auburn est une université publique qui se situe à Auburn dans l'Alabama aux États-Unis. Avec plus de 24 100 étudiants et 1 200 professeurs, c'est l'une des plus importantes universités de l'État. Selon l'U.S. News & World Report, elle a un taux de sélectivité parmi les « plus sélectifs ».

## Histoire
L'université d'Auburn a ouvert ses portes le 1er février 1856, en tant qu'université de l'Est pour garçons, une école libre d'arts affiliée à l'Église épiscopale méthodiste. En 1872, l'université a été donnée à l'État de l'Alabama, et a par la même occasion été renommée l'Université d'agriculture et de mécanique d'Alabama. 
En 1892, l'université est devenue le premier établissement mixte de l'État à proposer des études en quatre ans. Elle est rebaptisée Institut polytechnique d'Alabama (API) en 1899.
En 1960, son nom devient officiellement université d'Auburn (Auburn University), et est toujours connue sous ce nom aujourd'hui.

## Personnalités liées à l'université

### Étudiants
- Charles Barkley a fréquenté cet établissement, avant d'être sélectionné à la draft par les 76ers, en 5e position.